# Pallanuoto agli XI Giochi panamericani
L'XI torneo panamericano di pallanuoto ha avuto luogo a L'Avana dal 6 al 13 agosto 1991 nel corso degli XI Giochi panamericani.
Il campionato è stato disputato in due fasi: una fase preliminare in cui le otto partecipanti erano divise in due gironi, e una fase a eliminazione diretta a cui hanno avuto accesso le prime due classificate dei gruppi preliminari.

Davanti al proprio pubblico, nella riproposizione della finale dell'edizione precedente, la nazionale cubana ha battuto gli USA conquistando il titolo panamericano per la prima volta.

## Fase preliminare

### Gruppo A
| 6 agosto 1991 17:15 | Messico | 29 – 1 | Giamaica |  |

| 7 agosto 1991 | Stati Uniti | 10 – 3 | Brasile |  |

| 8 agosto 1991 16:00 | Brasile | 36 – 1 | Giamaica |  |

| 8 agosto 1991 18:30 | Stati Uniti | 16 – 6 | Messico |  |

| 9 agosto 1991 17:15 | Stati Uniti | 9 – 3 | Giamaica |  |

| 10 agosto 1991 17:15 | Brasile | 13 – 9 | Messico |  |

|    | Squadra     | Punti | G | V | N | P | GF | GS | Diff |
| -- | ----------- | ----- | - | - | - | - | -- | -- | ---- |
| 1. | Stati Uniti | 6     | 3 | 3 | 0 | 0 | 35 | 12 | +23  |
| 2. | Brasile     | 4     | 3 | 2 | 0 | 1 | 52 | 20 | +32  |
| 3. | Messico     | 2     | 3 | 1 | 0 | 2 | 44 | 30 | +14  |
| 4. | Giamaica    | 0     | 3 | 0 | 0 | 3 | 5  | 74 | -69  |

### Gruppo B
| 6 agosto 1991 18:30 | Porto Rico | 13 – 8 | Argentina |  |

| 7 agosto 1991 | Cuba | 13 – 4 | Canada |  |

| 8 agosto 1991 17:15 | Canada | 16 – 9 | Porto Rico |  |

| 8 agosto 1991 19:45 | Cuba | 21 – 7 | Argentina |  |

| 9 agosto 1991 18:30 | Canada | 17 – 4 | Argentina |  |

| 10 agosto 1991 18:30 | Cuba | 23 – 3 | Porto Rico |  |

|    | Squadra    | Punti | G | V | N | P | GF | GS | Diff |
| -- | ---------- | ----- | - | - | - | - | -- | -- | ---- |
| 1. | Cuba       | 6     | 3 | 3 | 0 | 0 | 57 | 14 | +43  |
| 2. | Canada     | 4     | 3 | 2 | 0 | 1 | 37 | 24 | +13  |
| 3. | Porto Rico | 2     | 3 | 1 | 0 | 2 | 25 | 47 | -22  |
| 4. | Argentina  | 0     | 3 | 0 | 0 | 3 | 19 | 51 | -32  |

## Fase finale

### Semifinali
| 12 agosto 1991 | Stati Uniti | 15 – 1 | Canada |  |

| 12 agosto 1991 | Cuba | 11 – 5 | Brasile |  |

#### 5º - 8º posto
| 12 agosto 1991 | Messico | 15 – 12 | Argentina |  |

| 12 agosto 1991 | Porto Rico | 24 – 4 | Giamaica |  |

### Finali

#### 7º posto
| 13 agosto 1991 | Argentina | 13 – 2 | Giamaica |  |

#### 5º posto
| 13 agosto 1991 | Messico | 16 – 12 | Porto Rico |  |

#### Finale per il Bronzo
| 13 agosto 1991 15:00 | Canada | 6 – 7 (dTS) | Brasile |  |

#### Finale per l'Oro
| 13 agosto 1991 18:45 | Stati Uniti | 5 – 9 | Cuba |  |

## Classifica finale
| Pos.    | Squadra     |
| ------- | ----------- |
| Oro     | Cuba        |
| Argento | Stati Uniti |
| Bronzo  | Brasile     |
| 4       | Canada      |
| 5       | Messico     |
| 6       | Porto Rico  |
| 7       | Argentina   |
| 8       | Giamaica    |

## Fonti
- (EN) Todor66.com - Sport statistics Archive, su todor66.com.